# كنعان شيمشك
كنعان شيمشك (بالتركية: Kenan Şimşek)‏ هو مصارع هاوي تركي، ولد في 1968 في أردو في تركيا.

## وصلات خارجية
- كنعان شيمشك على موقع قاعدة بيانات المصارعة الدولية (الإنجليزية)
- كنعان شيمشك على موقع أوليمبيديا (الإنجليزية)